# NGC 5452
NGC 5452 ist eine Balken-Spiralgalaxie vom Hubble-Typ SBcd im Sternbild Kleiner Bär am Nordsternhimmel. Sie ist schätzungsweise 99 Millionen Lichtjahre von der Milchstraße entfernt und hat einen Durchmesser von etwa 70.000 Lichtjahren.

Im selben Himmelsareal befinden sich unter anderem die Galaxien PGC 49217, PGC 2775677, PGC 2775729, PGC 2776149.
Das Objekt wurde am 20. Dezember 1797 von dem deutsch-britischen Astronomen Wilhelm Herschel entdeckt.